# 澜沧楤木
澜沧楤木（学名：Aralia lantsangensis）为五加科楤木属的植物，为中国的特有植物。分布在中国大陆的云南等地，生长于海拔800米的地区，见于沟边森林中，目前尚未由人工引种栽培。